# Народне новине (Мађарска)
Народне новине биле су недељник Демократског савеза Јужних Словена у Мађарској.
Лист „Народне новине“ излазиле су од 3. октобра 1957. до краја априла 1991. године у Будимпешти на српском, хрватском и словеначком језику. Овај недељник је на осам страна објављивао чланке писане углавном латиницом а понешто и ћирилицом. Лист је пратио догађаје и извештавао о животу и културним збивањима Срба, Буњеваца, Шокаца, Бошњака, Словенаца и Хрвата у Мађарској.
„Народне новине“ су имале и рубрику за децу под именом „Даница“.
Од децембра 1982. године излазио је „Невен“ као прилог „Народних новина“ за културу, књижевност и уметност. Зачетник и уредник „Невена“ био је познати српски књижевник Стојан Д. Вујичић. Најдуже су обављали дужност главног уредника: Милутин Стевановић и Марко Марковић.

## Претходни листови
После Другог светског рата кратко време је излазио лист „Слобода“. На првом конгресу Антифашистичког фронта Јужних Словена одржаном у Баји 19. и 20. маја 1946. одлучено је да се реши проблеме штампања недељника Срба, Хрвата и Словенаца у Мађарској. Тако је почео да излази недељни лист за тзв. „јужнословенску“ мањину у Мађарској под називом „Наше новине“. Оне су се објављивале од 20. октобра 1946. до 3. октобра 1957. године. „Наше новине“ су биле под јаким утицајем владајуће комунистичке партије.

## Гашење „Народних новина“
Након распада СФР Југославије дошло је до разилажења и у Демократском савезу Јужних Словена. Ова политичка организација која је била под контролом владајуће Мађарске социјластичке радничке партије након демократизације и промене политичког система у земљи 1991. године је угашена. Уместо ДСЈС-а настао је Српски демократски савез и Савез Хрвата у Мађарској.
Заједничке „Народне новине“ угасиле су се крајем априла 1991, да би се уочи Ђурђевдана (2. маја) исте године појавиле „Српске народне новине“ и „Хрватски гласник“.